# Форум+
Форум+ је часопис Савеза архитеката Србије, а издају га заједно Савез архитеката Србије и Друштво архитеката Београда.
Часопис је почео да излази 1972. године, првобитно под називом Форум, у великом формату и на новинском папиру са једнобојном и двобојном штампом, да би касније прешао на А4 формат и штампу у боји, када је и назив промењен у Форум+.
Главне теме су била дела савремених српских и југословенских архитеката, као и архитектонска теорија.